# Toni Cade Bambara
Toni Cade Bambara, née Miltona Mirkin Cade le 25 mars 1939 et morte le 9 décembre 1995, est une autrice afro-américaine, réalisatrice de documentaires, activiste sociale et professeure d'université.

## Biographie
Son livre Gorille, mon amour, publié en 1972, est un recueil de 15 de ses nouvelles, écrites entre 1960 et 1970. La plupart de ces histoires sont racontées à la première personne et sont « écrites en argot noir anglais rythmique urbain ». Le narrateur est souvent une jeune fille impertinente qui est dure, courageuse et attentionnée et qui « conteste le rôle de la femme victime noire ». Bambara a qualifié son écriture de fiction « optimiste ». Parmi les histoires incluses figuraient Blues Ain't No Mockin Bird ainsi que Raymond's Run et The Lesson. Cette collection de courts métrages reflétait le comportement de Bambara, décrit comme « dramatique, souvent flamboyant, avec un penchant pour l'émotion authentique » .
Son roman The Salt Eaters (1980) se concentre sur un événement de guérison qui coïncide avec un festival communautaire dans la ville fictive de Claybourne, en Géorgie. Dans le roman, les personnages mineurs utilisent un mélange de techniques médicales modernes aux côtés de remèdes et remèdes traditionnels pour aider le personnage central, Velma, à guérir après une tentative de suicide. À travers la lutte de Velma et des autres personnages qui l'entourent, Bambara raconte le profond bilan psychologique que peuvent subir les organisateurs politiques et communautaires afro-américains, en particulier les femmes. Alors que Les Mangeurs de sel était son premier roman, elle a remporté l'American Book Award. En 1981, elle a également remporté le Langston Hughes Society Award.
Après la publication et le succès des Mangeurs de sel, elle se concentre sur la production cinématographique et télévisuelle dans les années 1980. De 1980 à 1988, elle a produit au moins un film par an. Bambara a écrit le scénario du film de Louis Massiah The Bombing of Osage Avenue, qui traitait de l'agression policière massive à Philadelphie sur le siège du groupe de libération des noirs MOVE, au 6221 Osage Avenue, le 13 mai 1985. Le film a remporté deux prix et a été un succès, vu dans des festivals de films et diffusé sur les chaînes nationales de radiodiffusion publique.
Le roman Those Bones Are Not My Child (or If Blessings Come - le titre du manuscrit) a été publié à titre posthume en 1999. Il traite de la disparition et du meurtre de 40 enfants noirs à Atlanta entre 1979 et 1981. Il a été désigné comme son chef-d'œuvre par Toni Morrison, qui l'a édité et a également rassemblé certaines des nouvelles, des essais et des interviews de Bambara dans le volume Deep Sightings & Rescue Missions: Fiction, Essays & Conversations (Vintage, 1996).
Son travail était explicitement politique, préoccupé par l'injustice et l'oppression en général et par le sort des communautés afro-américaines et des organisations politiques de base en particulier, spécialement Les Mangeurs de sel.
Les protagonistes féminines et les narratrices dominent son écriture, qui a été informée par le féminisme radical et fermement ancrée dans la culture afro-américaine, avec son dialecte, ses traditions orales et ses techniques de jazz. Comme d'autres membres du Black Arts Movement, Bambara a été fortement influencé par « les Garveyites, les Musulmans, les Panafricanistes et les Communistes »  en plus des artistes de jazz modernes tels que Sun Ra et John Coltrane, dont la musique n'a pas seulement servi d'inspiration. mais a également fourni un modèle structurel et esthétique pour les formes écrites. Cela est évident dans son travail à travers son développement de « situations non linéaires qui se construisent comme des improvisations à une mélodie » pour se concentrer sur le caractère et construire un sentiment de lieu et d'atmosphère. Bambara attribue également sa mère volontaire, Helen Bent Henderson Cade Brehon, qui a exhorté elle et son frère Walter Cade (un peintre établi) à être fiers de la culture et de l'histoire afro-américaine.
Bambara a contribué à la série documentaire American Experience de PBS avec Midnight Ramble: Oscar Micheaux et The Story of Race Movies. Elle a également été l'une des quatre cinéastes qui ont réalisé le documentaire collaboratif de 1995 WEB Du Bois: A Biography in Four Voices.
Bambara a été intronisée à titre posthume au Georgia Writers Hall of Fame en 2013,.

## Œuvres

### Fiction
- Gorilla, My Love, New York: Vintage, 1972 (nouvelles)
- War of the Walls 1976, mon amour, New York: Random House, 1972 (nouvelles)
- Blues Ain't No Mockin Bird (en)
- The Lesson, New York: Bedford / St.Martin's, 1972 (nouvelles)
- The Sea Birds Are Still Alive: Collected Stories, New York: Random House, 1977 (nouvelles)
- The Salt Eaters, New York: Random House, 1980 (roman)
- Toni Morrison (éditeur), Deep Sightings and Rescue Missions: Fiction, Essays and Conversations, New York: Panthéon, 1996 (divers)
- Those Bones Are Not My Child, New York: Panthéon, 1999 (roman)
- This Bridge Called My Back, quatrième édition, New York, 2015 (divers)

### Académique
- The American Adolescent Apprentice Novel, City College de New York, 1964, 146 p.
- Southern Black Utterances Today, Institut d'études du Sud, 1975.
- What Is It I Think I'm Doing Anyhow, dans: J. Sternberg (éditeur), The Writer on Her Work: Contemporary Women Reflect on Their Art and Its Situation, New York: WW Norton, 1980, p. 153–178.
- Salvation Is the Issue, dans: Mari Evans (éditrice), Black Women Writers (1950-1980): A Critical Evaluation, Garden City : Anchor / Doubleday, 1984, p. 41–47.

### Anthologies
- comme Toni Cade (éditeur), The Black Woman: An Anthology, New York : New American Library, 1970
- Toni Cade Bambara (éditeur), Tales and Stories for Black Folks, Garden City : Doubleday, 1971
- Avant-propos, This Bridge Called My Back, Persephone Press, 1981.

### Scénarios produits
- Zora, WGBH-TV Boston, 1971[11]
- Les Johnson Girls, Télévision éducative nationale, 1972.
- Transactions, School of Social Work, Atlanta University, 1979.
- The Long Night, American Broadcasting Co., 1981.
- Epitaph for Willie,  K. Heran Productions, Inc., 1982.
- Tar Baby, scénario basé sur le roman de Toni Morrison, Tar Baby. Sanger / Brooks Film Productions, 1984.
- Raymond's Run, Public Broadcasting System, 1985.
- The Bombing of Osage Avenue, WHYY-TV Philadelphia, 1986.
- Cecil B. Moore : Master Tactician of Direct Action, WHY-TV Philadelphia, 1987.
- WEB Du Bois: A Biography in Four Voices, 1995